# William Geoffrey Cahill
William Geoffrey Cahill (* 7. November 1854 in Strokestown, Roscommon, Irland; † 15. April 1931 in Newmarket bei Brisbane, Queensland, Australien) war ein australischer Soldat, Beamter und ranghöchster Polizeioffizier in Queensland.

## Frühes Leben
William Cahill wurde an der Strokestown National School ausgebildet und diente in der Royal Irish Constabulary. Er wanderte mit seiner Frau Lavinia, geborene Bernie, nach Maryborough in Queensland aus, das sie am 2. Dezember 1878 erreichten. 

## Berufliche Laufbahn
Nach seiner Ankunft in Australien arbeitete im öffentlichen Dienst von Queensland in verschiedenen Positionen, bevor er am 1. April 1905 zum ranghöchsten Polizeioffizier in Queensland und am 7. September des gleichen Jahres zum Protector of Aborigines ernannt wurde. Nach fünf Jahren, am 19. Dezember 1917, bestätigte man ihn in dieser Position.
 Cahill diente auch seit 1885 beim Militär, dem Brisbane Volunteer Rifle Corps der Queensland Volunteer Rifles, wo er 1887 zum Captain und 1891 zum Major ernannt wurde. Im Polizeidienst setzte sich Cahill für staatlich bezahlte Uniformen und bessere Pensionen des Personals ein. Er verfasste ein Handbuch für Polizisten, legte größten Wert auf Effizienz des Dienstes, der Waffen und der Munition, modernisierte die Ausbildung und widmete sich der verbesserten Aufklärung von Kriminalverbrechen. Im Polizeiamt war er auch verantwortlich für den öffentlichen Straßenverkehr, die Lizenzierung von Spirituosen, die Überwachung der Wettspiele und den Kinderschutz.
Der Generalstreik in Brisbane 1912 war ein kritischer Moment in seiner Karriere, da die Streikführer das von ihm verhängte Versammlungsverbot am 2. Februar 1912 ignorierten und er den Einsatz der bewaffneten Polizeitruppen und -reiterei befahl. Dabei kam es zu einer Auseinandersetzung mit 15.000 Demonstranten, die er niederknüppeln ließ. Als er mit seinem Pferd und Schlagstock eine Attacke auf die Demonstranten ritt, stach die 73-jährige Suffragette Emma Miller mit einer Hutnadel auf sein Pferd ein, das ihn abwarf, wobei er beim Sturz verletzt wurde und nachhaltig hinkte. Nach diesem Einsatz gab ihm die Stadtverwaltung von Brisbane, die von der Australian Labor Party dominiert wurde, vier Minuten Zeit zur Demissionierung seiner Aufgaben in der Stadt, obwohl er Unterstützung für seine Maßnahmen gegen die Streikenden von der konservativen Regierung Queenslands des damaligen Premierministers Digby Denham genoss.
Das Niederreiten und Niederknüppeln friedlicher Personen, viele davon ältere Frauen und Kinder, wurde nicht nur im Gewerkschaftszeitungen wie dem Worker, sondern auch in anderen Zeitungen verurteilt, beispielsweise im konservativen Trust. Der Tag der Ereignisse, ein Freitag, wurde zunächst als Baton Friday (Knüppel-Freitag) und später als  Black Friday (Schwarzer Freitag) bezeichnet. 
In der Wahl von 1915 wurde die konservative Regierung abgewählt und Thomas Joseph Ryan von der Labor Party kam an die Macht, Cahill blieb bei einem seiner brisbaner Gegenspieler im Amt, ein Streikführer von 1912, der zum Minister ernannt worden war. Cahill wurde im Dezember 1915 aus gesundheitlichen Gründen aus seinem Amt entlassen.

## Orden
Cahill erhielt zahlreiche Ehrungen, beispielsweise die Volunteer Officers’ Decoration im Jahr 1911, mit dem Orden C.M.G. im Dezember 1912 und zweimal mit dem Aide-de-camp in der Zeit von 1912 bis 1916.